# Mont Olympe (Lesbos)
Pour les articles homonymes, voir Mont Olympe (homonymie).
Le mont Olympe, en grec moderne : Όλυμπος, est une montagne du sud de l'île de Lesbos, en Grèce. Il a une altitude d'environ 967 m. Il possède plusieurs cimes secondaires, dont Skotinó (Σκοτεινό) à 914 m d'altitude, Psilokoundouno (Ψηλοκούδουνο) et Soroko (Σορόκο), avec lesquels il forme un massif montagneux allant du site de Géra à la plaine de Polichnítos et de la plaine du fleuve Evergétoulas à la côte de Plomári.

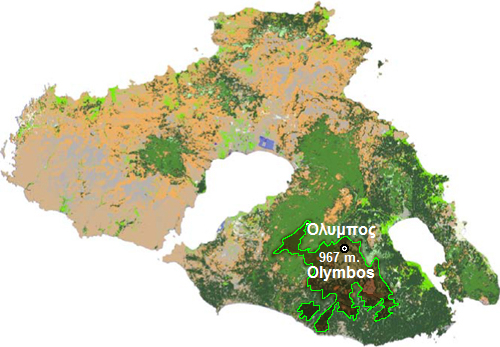
Localisation du mont Olympe sur une vue satellite de Lesbos.